# Nanderama
Nanderama är ett vattendrag i Burundi.   Det ligger i provinsen Cibitoke, i den nordvästra delen av landet, 50 km norr om huvudstaden Bujumbura.
Omgivningarna runt Nanderama är en mosaik av jordbruksmark och naturlig växtlighet. Runt Nanderama är det tätbefolkat, med 276 invånare per kvadratkilometer.